# Козаченко Юрій Васильович
Ю́рій Васи́льович Козаче́нко (1 грудня 1940, Київ, УРСР, СРСР — 5 травня 2020, Київ, Україна) — український математик, доктор фізико-математичних наук, професор. З 1998 року по 2003 рік завідував кафедрою теорії ймовірностей та математичної статистики Київського університету імені Тараса Шевченка.

## Життєпис
Народився у місті Києві 1 грудня 1940 року.
Освіту здобув у Київському державному університеті імені Тараса Шевченка, який закінчив 1963 року.
У 1968 році в Інституті математики АН УРСР захистив дисертацію «Про рівномірну збіжність стохастичних інтегралів, рядів і властивості неперервних випадкових полів» (науковий керівник — Михайло Ядренко).
З 1967 року працював в Київському національному університеті імені Тараса Шевченка на кафедрі теорії ймовірностей та математичної статистики, а у 2009 році став співробітником — кафедри теорії ймовірностей, статистики та актуарної математики.
Протягом 1974—1975 років працював в Інституті нафти та газу м. Бумердес, Алжир.

Могила Юрія Козаченка, Байкове кладовище

У 1985 році захистив докторську дисертацію «Випадкові процеси у просторах Орліча. Властивості траєкторій, збіжність рядів та інтегралів».
Помер після важкої хвороби на 80-му році життя 5 травня 2020 року. Був кремований, прах похований у колумбарії Байкового кладовища (50°24′53.17″ пн. ш. 30°30′13.67″ сх. д. / 50.4147694° пн. ш. 30.5037972° сх. д.).

### Родина
Син письменника Василя Козаченка, брат піаністки Аліни Козаченко та режисера Валентина Козаченка.

## Наукова діяльність
До сфери наукових зацікавлень Юрія Козаченка входили:
- Аналітичні властивості випадкових процесів. Оцінка розподілів функціоналів від випадкових процесів;
- Випадкові процеси в просторах Орліча;
- Передгаусівські та субгаусівські випадкові процеси;
- Задача Коші для рівнянь математичної фізики з випадковими початковими умовами;
- Моделювання випадкових процесів;
- Статистика випадкових процесів;
- Вейвлет-розклади випадкових процесів.

Також вчений один з творців теорії субгауссових випадкових процесів, моделювання та статистики випадкових процесів, випадкових процесів з просторів Орліча, започаткував дослідження з визначення точності та надійності комп'ютерного моделювання випадкових процесів.
Ю. В. Козаченко вів активну наукову, організаційну, педагогічну і громадську діяльність: він був заступником голови спеціалізованої вченої ради механіко-математичного факультету, членом Експертної ради Міністерства освіти і науки України, членом редколегій 7 наукових журналів, зокрема заступником головного редактора наукового журналу «Теорія ймовірностей та математична статистика».
Є автором понад 300 наукових праць, низки навчальних посібників та 12 монографій, включаючи монографію «Метрические характеристики случайных величин и процессов» (1998, спільно з Булдигіним В. В.), яку перекладено в США Американським математичним товариством у 2000.
Під його керівництвом було захищено 43 кандидатські та 10 докторських дисертацій.

## Основний науковий доробок
- Дарійчук І. В., Козаченко Ю. В., Перестюк М. М. Випадкові процеси з просторів Орліча. — 212 с. — Золоті литаври, — 2011.
- Василик О. І., Козаченко Ю. В., Ямненко Р. Є. {\displaystyle \phi }-субгауссові випадкові процеси: монографія. — 231 с. — К.: ВПЦ «Київський університет», — 2008.
- Довгай Б. В., Козаченко Ю. В., Сливка-Тилищак Г. І. Крайові задачі математичної фізики з випадковими факторами: монографія. — 173 с. — К.: ВПЦ «Київський університет», — 2008.
- Козаченко Ю. В., Пашко А. О., Розора І. В. Моделювання випадкових процесів і полів. — 230 с. — К.: Задруга, — 2007.
- Buldygin V. V., Kozachenko Yu. V. Metric characterization of random variables and random processes. (Transl. from the Russian). — 257 с. — Translations of Mathematical Monographs. 188. Providence, RI: AMS, American Mathematical Society. xii, — 2000.
- Козаченко Ю. В., Пашко А. О. Моделювання випадкових процесів. — 223 с. — К.: ВПЦ «Київський університет», — 1999.
- Булдыгин В. В., Козаченко Ю. В. Метрические характеристики случайных величин и процессов. — 290 с. — К.: ТВіМС, — 1998.
- Y. Kozachenko, O. Pogorilyak, I.Rozora, A. Tegza Simulation of Stochastic Processes with Given Accuracy and Reliability. — 346 с. — К.: ISTE Press Ltd, and Elsevier Ltd Oxford 2016.
- Y. Kozachenko, T. V. Hudyvok, V. B. Troshki, N. N. Troshki Estimation of Covariance Functions of Gaussian Stochastic Fields and their Simulation. — 232 с. — К.: Uzhhorod «Shark», 2017.
- Козаченко Ю. В., Погоріляк О. О., Тегза А. М. Моделювання гауссових випадкових процесів та процесів Кокса. — 194 с. — К.: Ужгород, «Карпати», 2012.
- Козаченко Ю. В., Млавець Ю. Ю., Моклячук О. М. Квазібанахові простори випадкових величин. — 212 с. — К.: Ужгород, «Карпати», 2015.

## Нагороди
- Лауреат Державної премії України в галузі науки і техніки, 2003;
- Почесний доктор Ужгородського університету, 2005;
- Грамота Міністерства освіти і науки України, 2007;
- Заслужений професор Київського національного університету імені Тараса Шевченка, 2009;
- Заслужений діяч науки і техніки України, 2010;
- Лауреат 2012 року премії НАН України імені М. М. Крилова за цикл праць «Фрактальні та апроксимаційні схеми в теорії випадкових процесів та їхні застосування» (у співавторстві)[2];
- Орден «За заслуги» III ступеня, 2018.